# Économie des catastrophes
L’économie des catastrophes est la branche de la science économique qui traite de la gestion efficace des catastrophes. Elle propose une panoplie des idées pour une allocation optimale des ressources face à une catastrophe. Par ailleurs, elle tente de mesurer l’impact des catastrophes : décès, blessures humaines, opérations d’urgence, dommages matériels, perturbations socio-économiques et environnement.
Dans ce monde où les catastrophes naturelles sont le quotidien de l’homme, l’économiste, par cette « nouvelle discipline » décrit les outils quantitatifs qui facilitent l’analyse économique des catastrophes, montrent l’évolution de la prise de décisions recommandée par les économistes et considère comment les catastrophes peuvent être analysées du point de vue économique.
Elle recourt à la notion de coût d'opportunité, des scénarios, des méthodes quantitatives, des effets directs, indirects et secondaires lorsqu’il y a catastrophe.